# Macrouroidei
Die Macrouroidei (sensu Endo, 2002) sind eine Unterordnung der Dorschartigen Fische (Gadiformes). Sie enthält zwei Familien, die artenreichste innerhalb der Ordnung Gadiformes, die Grenadierfische (Macrouridae) mit fast 400 Arten und die Familie Steindachneriidae, die nur aus einer Art besteht, Steindachneria argentea.

## Merkmale
Auffälligstes Merkmal der Macrouroidei ist das Fehlen der Schwanzflosse einschließlich des Schwanzflossenskeletts. Stattdessen besitzen sie lange „Rattenschwänze“. Im englischen werden die Grenadierfische deshalb „Rattail“ genannt. Als weitere Synapomorphie gilt ein quer stehender Auswuchs des mittleren Beckens.
In der Vergangenheit wurden die Macrouroidei (sensu Markle, 1989) weiter gefasst, und auch die kleine Schwanzflossen besitzenden Hochseedorsche (Melanonidae) und die Euclichthyidae mit der einzigen Art Euclichthys polynemus wurden dem Taxon zugerechnet. Als Synapomorphien galten das Vorhandensein von Leuchtorganen und der Verlust des Gelenks zwischen Epihyale und Interoperculare. Das erstgenannte Merkmal gilt heute als Plesiomorphie, d. h. als ursprüngliches Merkmal, das bereits in der Stammgruppe entstanden ist. Das zweite Merkmal der Macrouroidei (sensu Markle, 1989) ist problematisch, da morphologische Unterschiede zwischen den vier Familien einen polyphyletischen Ursprung vermuten lassen.

## Systematik

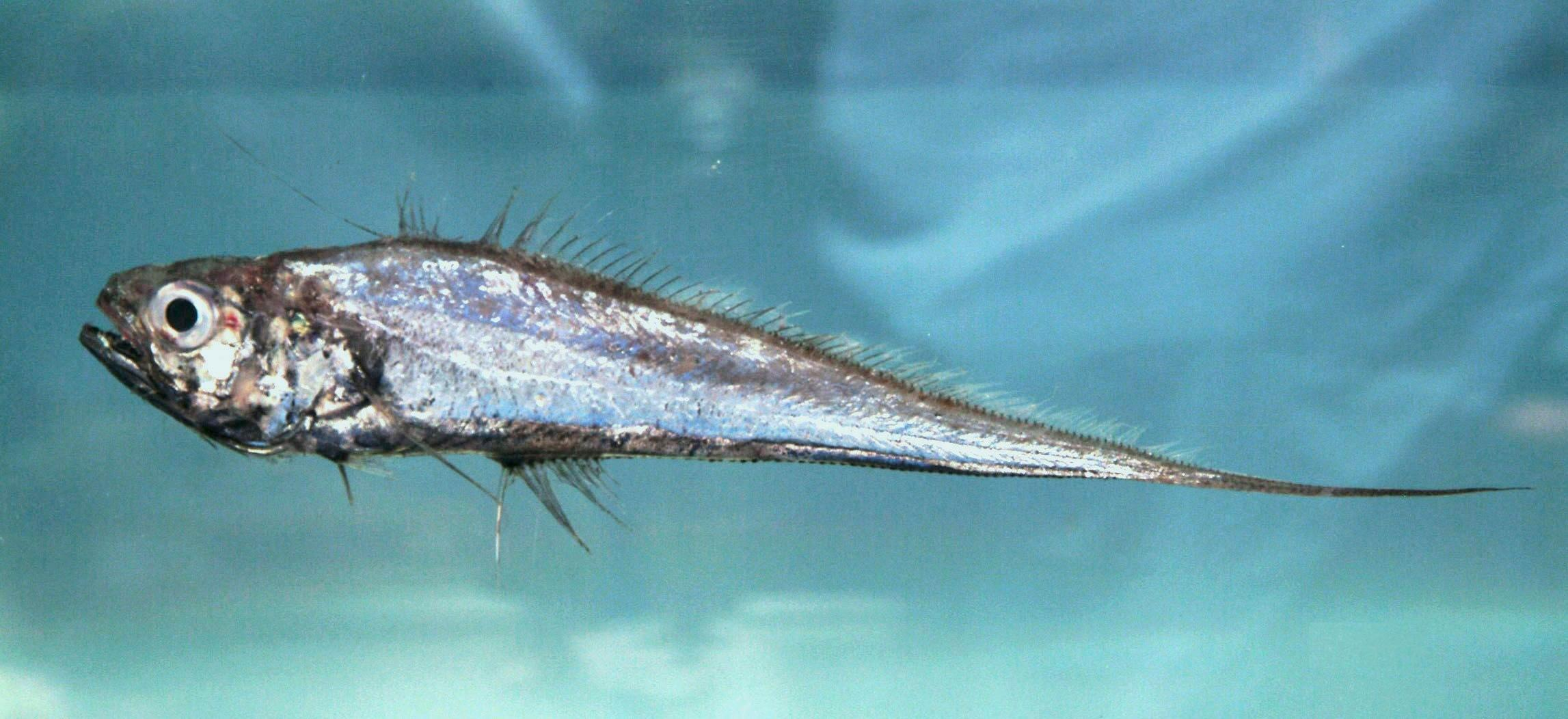
Steindachneria argentea

Der japanische Ichthyologe Hiromitsu Endo stellte folgendes Kladogramm zur Phylogenie der Dorschartigen auf. Die Hochseedorsche sind danach die basale Schwestergruppe aller weiteren Dorschartigen, und Euclichthys polynemus ist ein basales Mitglied der Unterordnung Gaidoidei. 
|  | Hochseedorsche (Melanonidae) |
|  |                              |

|  | Grenadiere (Macrouridae) |
|  |                          |
|  | Steindachneriidae        |
|  |                          |

|  | Euclichthyidae                                                                                 |
|  |                                                                                                |
|  | \| \| Tiefseedorsche (Moridae) \| \| \| \| \| \| übrige Familien der Dorschartigen \| \| \| \| |
|  |                                                                                                |
|  | Tiefseedorsche (Moridae)                                                                       |
|  |                                                                                                |
|  | übrige Familien der Dorschartigen                                                              |
|  |                                                                                                |

|  | Tiefseedorsche (Moridae)          |
|  |                                   |
|  | übrige Familien der Dorschartigen |
|  |                                   |

|  | Grenadiere (Macrouridae) |
|  |                          |
|  | Steindachneriidae        |
|  |                          |

|  | Euclichthyidae                                                                                 |
|  |                                                                                                |
|  | \| \| Tiefseedorsche (Moridae) \| \| \| \| \| \| übrige Familien der Dorschartigen \| \| \| \| |
|  |                                                                                                |
|  | Tiefseedorsche (Moridae)                                                                       |
|  |                                                                                                |
|  | übrige Familien der Dorschartigen                                                              |
|  |                                                                                                |

|  | Tiefseedorsche (Moridae)          |
|  |                                   |
|  | übrige Familien der Dorschartigen |
|  |                                   |

|  | Hochseedorsche (Melanonidae) |
|  |                              |

|  | Grenadiere (Macrouridae) |
|  |                          |
|  | Steindachneriidae        |
|  |                          |

|  | Euclichthyidae                                                                                 |
|  |                                                                                                |
|  | \| \| Tiefseedorsche (Moridae) \| \| \| \| \| \| übrige Familien der Dorschartigen \| \| \| \| |
|  |                                                                                                |
|  | Tiefseedorsche (Moridae)                                                                       |
|  |                                                                                                |
|  | übrige Familien der Dorschartigen                                                              |
|  |                                                                                                |

|  | Tiefseedorsche (Moridae)          |
|  |                                   |
|  | übrige Familien der Dorschartigen |
|  |                                   |

|  | Grenadiere (Macrouridae) |
|  |                          |
|  | Steindachneriidae        |
|  |                          |

|  | Euclichthyidae                                                                                 |
|  |                                                                                                |
|  | \| \| Tiefseedorsche (Moridae) \| \| \| \| \| \| übrige Familien der Dorschartigen \| \| \| \| |
|  |                                                                                                |
|  | Tiefseedorsche (Moridae)                                                                       |
|  |                                                                                                |
|  | übrige Familien der Dorschartigen                                                              |
|  |                                                                                                |

|  | Tiefseedorsche (Moridae)          |
|  |                                   |
|  | übrige Familien der Dorschartigen |
|  |                                   |